# Sous mes yeux
Sous mes yeux è un film per la televisione del 2002 scritto e diretto da Virginie Wagon e prodotto nell'ambito della collezione “Masculin/Féminin” dell'emittente franco-tedesca Arte.

## Trama
In attesa di una sistemazione definitiva, una coppia, James e Alison, si stabilisce per qualche tempo in un appartamento già occupato da Liam, un giovane introverso che non esce quasi mai di casa e che si concede uno strano gioco: dotato di webcam, si filma in ogni momento trasmettendo le immagini in diretta sul proprio sito web. James e Alison, penetrando nella vita quotidiana di Liam, diventano a loro volta degli "attori" delle sue riprese video. La coppia, apparentemente molto innamorata, mostra di avere una sessualità libera ed è incuriosita da Liam. Col passare dei giorni, tra i tre protagonisti si sviluppa un rapporto travagliato. Ad Alison piace essere filmata da Liam. James, dal proprio ufficio, consulta il sito di Liam e scopre un'Alison che, davanti alla telecamera del giovane, si arrende in modo intimo, evocando con franchezza il rapporto speciale che ha con gli uomini. Attraverso la telecamera, James capisce finalmente che Alison non lo ama come si immaginava e quindi Liam finisce gradualmente per trasformarsi nel testimone della rottura della coppia.